# László Csatáry
László Csatáry (4. března 1915, Mány, Maďarsko – 10. srpna 2013, Budapešť, Maďarsko) byl nacistický zločinec maďarského původu. V roce 1948 byl v Československu odsouzen v nepřítomnosti k trestu smrti. V roce 2012 přibylo jeho jméno na seznam nejhledanějších nacistických zločinců vedený Centrem Simona Wiesenthala.

## Životopis
Za druhé světové války působil Csatáry jako vedoucí policie v košickém ghettu, které tehdy patřilo Maďarsku. Podle Wiesenthalova centra se na jaře 1944 aktivně podílel na deportacích 15 700 Židů do Osvětimi.
Na konci války Csatáry uprchl do Kanady, kde v roce 1955 získal občanství. Pod falešným jménem zde obchodoval s uměleckými díly, ale po 22 letech se musel začít skrývat, protože vyšlo najevo, že občanství získal neoprávněně.
V roce 2012 se ho v Budapešti podařilo vyfotit novinářům z britského deníku The Sun, ale policii opět zmizel. Po mezinárodní kritice se jej policii nakonec podařilo zadržet a uvalila na něj domácí vazbu.
O Csatáryho vydání pak požádalo Slovensko, které trest smrti překvalifikovalo na doživotní vězení; trest smrti byl totiž v Československu v roce 1990 zrušen, a proto již nemohl být vykonán. Za své činy měl být Csatáry, který svou vinu vždy popíral, dále stíhán i v Maďarsku.
Zemřel v Budapešti ve věku 98 let na zápal plic.